# Гребенчатая генетта
Гребенчатая генетта (лат. Genetta cristata) — хищное животное семейства виверровых. Вид рода генетт, иногда считается подвидом серваловой генеты. Эндемик Нигерии и Камеруна. 
Обычная область распространения простирается на восток от реки Нигер до реки Санага в Камеруне, есть сведения о присутствии вида к западу от дельты реки Нигер. Существуют свидетельства о присутствии вида в более чем 500 км к югу от реки Санага в южных районах Камеруна, на территории Габона и Республики Конго.
Обитает в низкорослой труднопроходимой кустарниковой растительности или под деревьями в высоких лиственных лесах. Может расселяться в горных лесах на высотах до 1000 метров над уровнем моря.

## Описание
Гребенчатая генетта напоминает серваловую генету, но немного меньше её. Лапы короткие, хвост длинный пышный, уши средних размеров.

## Питание
Гребенчатая генетта всеядна.